# Ikari III: The Rescue
Ikari III: The Rescue (también conocido como Ikari Warriors III: The Rescue) conocido simplemente como Ikari III (怒 Ⅲ) en Japón, es un juego de Arcade, disparos en posición vertical y Beat 'em up. Fue porteado para las consolas de Nintendo, DOS y Commodore 64. Es la tercera y última entrega de la serie de Ikari Warriors, después de Ikari Warriors y Victory Road. La versión de NES fue exhibida en 1991 como parte del show en CES.

## Argumento
El hijo del candidato presidencial ha sido secuestrado por la organización terrorista "Crime Ghost", la mente maestra detrás de este complot es Faust, por lo cual los altos funcionarios del gobierno han pedido a sus 2 mejores soldados que se infiltren en la base de Crime Ghost y liberen al niño.

## Jugabilidad
A diferencia de los juegos anteriores, Ikari III se caracteriza por tener una selección de armas bastante reducida, estás son raras de conseguir y el juego se centra más en el combate cuerpo a cuerpo, el cual consiste en dar golpes, patadas, saltos con patadas y patadas giratorias. En la versión de NES cada personaje tiene 3 vidas y ganan otra vida cada 30000 puntos.

## Versión de NES e IBM
En la versión de NES, se mantiene el diseño de los personajes de la versión arcade, está cuenta con una variedad de enemigos, armas y una barra de vida para los jugadores. La versión de IBM fue lanzada en 1989, el coverbox fue diseñado por Marc Ericksen después de trabajar para las cubiertas de Guerrilla War y P.O.W ambas de SNK. La trama de la versión de NES es ligeramente diferente a la versión arcade, los Ikari Warriors se llaman Paul y Vince, el niño secuestrado es una niña en lugar de un niño, además existe un etapa exclusiva en donde los Ikari Warriors tienen que bucear en un escenario de agua.